# Pteris
Pteris is een geslacht met ongeveer driehonderd soorten varens uit de lintvarenfamilie (Pteridaceae).
Het geslacht wordt gekenmerkt door korte, kruipende of rechtopstaande, vertakte wortelstokken en eenvormige, één- tot viervoudig gedeelde, lijnvormige tot diehoekige bladen. De sporenhoopjes staan meestal in doorlopende lijnen tussen de middennerf en de bladranden.
Pteris-soorten komen wereldwijd voor in tropische en subtropische streken.

## Naamgeving enetymologie
- Synoniem:en Campteria Presl (1836), Copelandiopteris Stone (1973), Hemipteris Rosenstock (1908), Heterophlebium Fée (1850-52), Heteropteris Presl ex Ettingsh. (1865), Idiopteris T.G.Walker (1958), Lathyropteris Christ (1907), Lemapteris Rafin. (1819), Litobrochia Presl (1836), Macropteris Webb & Berth. (1847), Parapteris Keyserling (1873), Peripteris Rafinesque (1815, Phyllitis Rafinesque (1819), Pteridium Rafinesque (1814), Pterilis Rafinesque (1830), Pteripteris Rafin. (1819), Pycnodoria Presl (1849-51), Schizopteris Hillebr. ms.; ex Hook. & Bak. (1874), Schizostege C. Presl (1849-51), Schizostege Hillebrand (1888), Schizostegopsis Copel. (1958), Struthiopteris Willdenow (1809), Thelypteris Adans. (1763)

- Engels: Brake ferns

De botanische naam Pteris is afgeleid van het Oudgriekse πτερόν, pteron (veer), naar de vorm van de bladen van vele soorten van dit geslacht.

## Taxonomie
Het geslacht telt naargelang de gevolgde taxonomie 260 tot 320 soorten.

### Beschreven soorten
De volgende soorten worden in detail beschreven:
- Soorten:
  - Pteris cretica L.(Lintvaren)
  - Pteris vittata